# قائمة أهداف محمد أبو تريكة الدولية

تكريم محمد أبو تريكة كأفضل لاعب أفريقي داخل القارة عام 2012

هذه قائمة أهداف محمد أبو تريكة الدولية وقد انضم أبو تريكة للمنتخب في يوم 31 مارس 2004 بلقاء ودي أمام ترينداد وتوباجو أقيم بالمقاولون العرب وفاز المنتخب 2 /1، وبعدها قام ماركو تارديلي المدير الفني للمنتخب المصري آنذاك بضمه إلى التشكيلة التي ستخوض تصفيات كأس العالم 2006 واستطاع إحراز 3 أهداف في تلك التصفيات.
وبعدها خاض بطولة كأس الأمم الإفريقية عام 2006 والتي لعب فيها دورا هاما، حيث استطاع إحراز هدفين في البطولة كما ساهم في صناعة هدف الفوز في نصف نهائي البطولة أمام السنغال بالإضافة إلى إحرازه ضربة الترجيح الأخيرة والتي أعلنت فوز مصر بكأس أمم أفريقيا 2006 للمرة الخامسة في تاريخها، شارك أبو تريكة أيضاً في بطولة أمم أفريقيا 2008 وساهم في إحراز البطولة للمرة الثانية علي التوالي بعد مشاركة قوية له، فقد استطاع أن يحرز 4 أهداف احتل بها المركز الثاني في قائمة الهدافين منها هدفه الهام الذي أحرزه في المباراة النهائية أمام الكاميرون بعد عرضية من محمد زيدان، واختير أبو تريكة ضمن تشكيلة فريق أفضل اللاعبين في البطولة. كما ساهمت إنجازاته مع المنتخب والنادي الأهلي ليقوم الكاف بترشيحه ضمن القائمة النهائية لجائزة أفضل لاعب في أفريقيا 2008 والتي نال فيها المركز الثاني ونال أيضاً جائزة أفضل لاعب أفريقي (داخل القارة).
شارك محمد أبو تريكة في تصفيات كأس العالم 2010 وساهم فيها بشكل فعال بعد أن أحرز فيها 4 أهداف. ولكن فشل أبو تريكة مع المنتخب المصري في التأهل للبطولة بعد الخسارة أمام المنتخب الجزائري 1-0 في المباراة الفاصلة. في نفس العام شارك أبو تريكة مع المنتخب المصري في بطولة كأس العالم للقارات 2009 والتي أقيمت في جنوب أفريقيا وشهدت أداء قوي للمنتخب المصري بشكل عام ولأبو تريكة بشكل خاص. حيث استطاع المنتخب المصري إحراز 3 أهداف منهم هدفين من صناعة أبو تريكة والتمكن من التعادل قبل أن يخسر في الدقائق الأخيرة. ثم استطاع الفوز علي المنتخب الإيطالي (بطل العالم وقتها) 1-0 بهدف صنعه أبو تريكة من ضربة ركنية،  قبل أن يخسر من منتخب الولايات المتحدة في الجولة الثالثة ويودع البطولة.
تعرض أبو تريكة في أواخر عام 2009 إلى إصابة منعته من المشاركة في بطولة أمم أفريقيا 2010 بأنجولا، والتي استطاع فيها المنتخب المصري أن يحرز البطولة للمرة الثالثة علي التوالي والسابعة في تاريخه. شارك بعدها أبو تريكة في تصفيات أمم أفريقيا 2012 و2013 والتي لم يستطع فيها المنتخب المصري التأهل إلى البطولة. وفي عام 2013 شارك أبو تريكة في تصفيات كأس العالم لكرة القدم 2014 والتي ظهر فيها بمستوي رائع حيث أحرز فيها 3 أهداف جعله يتربع علي عرش هدافي المنتخب المصري في تصفيات كأس العالم برصيد 11 هدفاً كما استطاع مع فريقه الفوز بـ 6 مباريات متتالية أحرز بها العلامة الكاملة وتصدر مجموعته، ولكن تعرض المنتخب المصري بعدها إلى خسارة فادحة بـ 6 أهداف مقابل هدف في لقاء الذهاب مع غانا في مباراة الذهاب مما جعل مهمة المنتخب المصري شبه مستحيله. وفشل المنتخب المصري في التأهل بعد خسارته لمجموع اللقائين مما بدد آمال اللاعب في فرصته الأخيرة للمشاركة في كأس العالم، والتي تعد هي البطولة الوحيدة في تاريخه التي لم يلعب فيها.
شارك أبو تريكة أيضاً مع المنتخب المصري في العديد من المباريات الودية مثل: بلجيكا وفرنسا والسعودية والبرتغال والإمارات وإسبانيا وأورجواي والسويد واليابان والبرازيل وإنجلترا وتشيلي،  وقد بلغت عدد مبارياته الدولية 100 مباراة أحرز فيها 38 هدفاً

## الأهداف الدولية

### مع المنتخب الأول
هذا سرد لجميع أهدافه الدولية التي أحرزها.
| #   | التاريخ        | الملعب                                               | المنافس                     | الأهداف | النتيجة | البطولة                                    |
| --- | -------------- | ---------------------------------------------------- | --------------------------- | ------- | ------- | ------------------------------------------ |
| 1.  | 31 مارس 2004   | ستاد المقاولون العرب، القاهرة، مصر                   | ترينيداد وتوباغو            | 1–0     | 2–1     | مباراة ودية                                |
| 2.  | 24 مايو 2004   | ستاد الكلية الحربية، القاهرة، مصر                    | زيمبابوي                    | 2–0     | 2–0     | مباراة ودية                                |
| 3.  | 6 يونيو 2004   | ملعب الخرطوم، الخرطوم، السودان                       | السودان                     | 2–0     | 3–0     | تصفيات كأس العالم لكرة القدم 2006          |
| 4.  | 20 يونيو 2004  | ستاد الإسكندرية، الإسكندرية، مصر                     | ساحل العاج                  | 1–1     | 1–2     | تصفيات كأس العالم لكرة القدم 2006          |
| 5.  | 4 يوليو 2004   | ملعب الصداقة، كوتونو، بنين                           | بنين                        | 2–3     | 3–3     | تصفيات كأس العالم لكرة القدم 2006          |
| 6.  | 29 يوليو 2005  | ملعب جنيف، جنيف، سويسرا                              | قطر                         | 1–0     | 5–0     | مباراة ودية                                |
| 7.  | 29 يوليو 2005  | ملعب جنيف، جنيف، سويسرا                              | قطر                         | 4–0     | 5–0     | مباراة ودية                                |
| 8.  | 20 يناير 2006  | ستاد القاهرة الدولي، القاهرة، مصر                    | ليبيا                       | 2–0     | 3–0     | كأس الأمم الأفريقية لكرة القدم 2006        |
| 9.  | 28 يناير 2006  | ستاد القاهرة الدولي، القاهرة، مصر                    | ساحل العاج                  | 2–1     | 3–1     | كأس الأمم الأفريقية لكرة القدم 2006        |
| 10. | 2 سبتمبر 2006  | ستاد القاهرة الدولي، القاهرة، مصر                    | بوروندي                     | 3–0     | 4–1     | تصفيات كأس الأمم الأفريقية لكرة القدم 2008 |
| 11. | 26 يناير 2008  | ملعب بابا يارا، كوماسي، غانا                         | السودان                     | 2–0     | 3–0     | كأس الأمم الأفريقية لكرة القدم 2008        |
| 12. | 26 يناير 2008  | ملعب بابا يارا، كوماسي، غانا                         | السودان                     | 3–0     | 3–0     | كأس الأمم الأفريقية لكرة القدم 2008        |
| 13. | 7 فبراير 2008  | ملعب بابا يارا، كوماسي، غانا                         | ساحل العاج                  | 4–1     | 4–1     | كأس الأمم الأفريقية لكرة القدم 2008        |
| 14. | 10 فبراير 2008 | ملعب أكرا الرياضي، أكرا، غانا                        | الكاميرون                   | 1–0     | 1–0     | نهائي كأس الأمم الأفريقية لكرة القدم 2008  |
| 15. | 7 سبتمبر 2008  | ملعب الشهداء، كينشاسا، الكونغو الديمقراطية           | جمهورية الكونغو الديمقراطية | 1–0     | 1–0     | تصفيات كأس العالم لكرة القدم 2010          |
| 16. | 12 أكتوبر 2008 | ستاد الكلية الحربية، القاهرة، مصر                    | جيبوتي                      | 3–0     | 4–0     | تصفيات كأس العالم لكرة القدم 2010          |
| 17. | 19 نوفمبر 2008 | ستاد القاهرة الدولي، القاهرة، مصر                    | بنين                        | 4–0     | 5–1     | مباراة ودية                                |
| 18. | 19 نوفمبر 2008 | ستاد القاهرة الدولي، القاهرة، مصر                    | بنين                        | 5–0     | 5–1     | مباراة ودية                                |
| 19. | 30 مايو 2009   | مجمع السلطان قابوس الرياضي، مسقط، سلطنة عمان         | عمان                        | 1–0     | 1–0     | مباراة ودية                                |
| 20. | 7 يونيو 2009   | ملعب مصطفى تشاكر، البليدة، الجزائر                   | الجزائر                     | 1–3     | 1–3     | تصفيات كأس العالم لكرة القدم 2010          |
| 21. | 5 يوليو 2009   | ستاد الكلية الحربية، القاهرة، مصر                    | رواندا                      | 1–0     | 3–0     | تصفيات كأس العالم لكرة القدم 2010          |
| 22. | 5 يوليو 2009   | ستاد الكلية الحربية، القاهرة، مصر                    | رواندا                      | 3–0     | 3–0     | تصفيات كأس العالم لكرة القدم 2010          |
| 23. | 2 أكتوبر 2009  | ستاد بتروسبورت، القاهرة، مصر                         | موريشيوس                    | 1–0     | 4–0     | مباراة ودية                                |
| 24. | 2 أكتوبر 2009  | ستاد بتروسبورت، القاهرة، مصر                         | موريشيوس                    | 3–0     | 4–0     | مباراة ودية                                |
| 25. | 11 أغسطس 2010  | ستاد القاهرة الدولي، القاهرة، مصر                    | جمهورية الكونغو الديمقراطية | 3–2     | 6–3     | مباراة ودية                                |
| 26. | 5 يناير 2011   | ستاد المقاولون العرب، القاهرة، مصر                   | تنزانيا                     | 2–0     | 5–1     | دورة حوض النيل 2011                        |
| 27. | 29 مارس 2012   | ملعب الخرطوم، الخرطوم، السودان                       | أوغندا                      | 2–0     | 2–1     | مباراة ودية                                |
| 28. | 12 ابريل 2012  | ملعب آل مكتوم، إمارة دبي، الإمارات                   | نيجيريا                     | 2–1     | 3–2     | مباراة ودية                                |
| 29. | 20 مايو 2012   | استاد المريخ، أم درمان، السودان                      | الكاميرون                   | 2–1     | 2–1     | مباراة ودية                                |
| 30. | 10 يونيو 2012  | ملعب 28 سبتمبر، كوناكري، غينيا                       | غينيا                       | 1–1     | 3–2     | تصفيات كأس العالم لكرة القدم 2014          |
| 31. | 10 يونيو 2012  | ملعب 28 سبتمبر، كوناكري، غينيا                       | غينيا                       | 2–1     | 3–2     | تصفيات كأس العالم لكرة القدم 2014          |
| 32. | 12 أكتوبر 2012 | ملعب محمد بن خالد، الشارقة، الإمارات العربية المتحدة | الكونغو                     | 1–0     | 3–0     | مباراة ودية                                |
| 33. | 12 أكتوبر 2012 | ملعب محمد بن خالد، الشارقة، الإمارات العربية المتحدة | الكونغو                     | 3–0     | 3–0     | مباراة ودية                                |
| 34. | 14 يناير 2013  | ستاد مدينة زايد الرياضية، أبوظبي، الإمارات           | ساحل العاج                  | 1–0     | 2–4     | مباراة ودية                                |
| 35. | 26 مارس 2013   | ملعب برج العرب، القاهرة، مصر                         | زيمبابوي                    | 2–1     | 2–1     | تصفيات كأس العالم لكرة القدم 2014          |
| 36. | 9 يونيو 2013   | ملعب وطني للرياضات (زيمبابوي)، هراري، زيمبابوي       | زيمبابوي                    | 1–0     | 4–2     | تصفيات كأس العالم لكرة القدم 2014          |
| 37. | 10 سبتمبر 2013 | ملعب الجونة، الغردقة، مصر                            | غينيا                       | 2–1     | 4–2     | تصفيات كأس العالم لكرة القدم 2014          |
| 38. | 15 أكتوبر 2013 | ملعب بابا يارا، كوماسي، غانا                         | غانا                        | 1–2     | 1–6     | تصفيات كأس العالم لكرة القدم 2014          |

### مع منتخب الأوليمبي
| #  | التاريخ       | الملعب                                | المنافس  | الأهداف | النتيجة | البطولة                        |
| -- | ------------- | ------------------------------------- | -------- | ------- | ------- | ------------------------------ |
| 1. | 26 يوليو 2012 | ملعب الألفية، كارديف، المملكة المتحدة | البرازيل | 1–3     | 2–3     | الألعاب الأولمبية الصيفية 2012 |
| 2. | 1 أغسطس 2012  | هامبدن بارك، غلاسكو، المملكة المتحدة  | بيلاروس  | 3–0     | 3–1     | الألعاب الأولمبية الصيفية 2012 |

## الإحصائيات الدولية
مصادر
| البطولة                      | السنة    | عدد المباريات | عدد الأهداف |
| ---------------------------- | -------- | ------------- | ----------- |
| تصفيات كأس العالم لكرة القدم | 2006     | 9             | 3           |
| تصفيات كأس العالم لكرة القدم | 2010     | 13            | 5           |
| تصفيات كأس العالم لكرة القدم | 2014     | 8             | 4           |
| تصفيات كأس العالم لكرة القدم | المجموع  | 30            | 11          |
| كأس العالم للقارات           | 2009     | 3             | 0           |
| كأس العالم للقارات           | المجموع  | 3             | 0           |
| كأس الأمم الأفريقية          | 2006     | 5             | 2           |
| كأس الأمم الأفريقية          | 2008     | 6             | 4           |
| كأس الأمم الأفريقية          | المجموع  | 11            | 6           |
| تصفيات كأس الأمم الأفريقية   | 2008     | 4             | 2           |
| تصفيات كأس الأمم الأفريقية   | 2012     | 3             | 2           |
| تصفيات كأس الأمم الأفريقية   | 2013     | 1             | 0           |
| تصفيات كأس الأمم الأفريقية   | المجموع  | 8             | 3           |
| الإجمالي                     | الإجمالي | 52            | 20          |